# Ommegang d'Appels
L'Ommegang d'Appels est un cortège folklorique qui se déroule chaque année le dernier dimanche avant le 21 juillet dans le village d'Appels.
Il s'agit d'un cortège qui se déploie autour du cheval Bayard.
Le Peird van Appels est accompagné des géants Miss Paling, Poschier et Reus Jonny.